# آرادو آر ۶۸
آرادو آر ۶۸ (به آلمانی: Arado Ar 68) یک هواگرد جنگنده دوباله تک‌موتوره تک‌سرنشین ساخت شرکت آرادو در آلمان بود که اوایل دهه ۱۹۳۰ طراحی و به عنوان یکی از نخستین جنگنده‌ها در آغاز تسلیح مجدد آلمان و نقض محدودیت‌های پیمان ورسای وارد خدمت در لوفت‌وافه شد. آر ۶۸ آخرین جنگنده دوباله این نیرو بود.

## طراحی و توسعه
هواگرد دوباله چرخ‌دم آرادو آر ۶۸ توسط والتر بلوم، کهنه سرباز جنگ جهانی اول به عنوان جانشین آرادو آر ۶۵ به صورت متعارف با بدنه فولادی و بال‌های چوبی طراحی شد. قسمت‌های جلو و عقب بدنه با صفحات فلزی و بال‌ها با پارچه پوشیده شده بودند. بال بالا سه تکه و بال پایین دو تکه بود.
اتاقک خلبان سر باز و ارابه فرود آن ثابت بود. چرخ‌های هواگرد همانند سایر هواگردهای هم عصر برای بهبود وضعیت آیرودینامیک پوشیده تعبیه گردید. اندازه بال‌ها که با میله‌هایی به شکل حرف N و سیم به یکدیگر متصل و با بزرگ‌تر بودن بال بالایی با یک دیگر متفاوت بودند.
نخستین پیش‌نمونه تحت عنوان آر ۶۸آ سال ۱۹۳۴ به پرواز درآمد و نمایشی قابل تحسینی از خود ارائه کرد. با وجود این که شرکت آرادو نتوانسته بود برای نخستین پیش‌نمونه موتور قابل اتکایی انتخاب کند اما نهایتاً موتور ب‌ام‌و ۶ با توان ۶۴۰ اسب بخار بدین منظور تعیین گردید. اگر چه این تصمیم تقریباً زمانی اتخاذ شد که با توجه به اهمیت موضوع، تصمیم به لغو کلیت پروژه گرفته شده بود. انتخاب موتور به دسترسی آن بستگی داشت همان‌طور که در پیش‌نمونه دوم (آر ۶۸ب) از موتور یونکرس یومو ۲۱۰ با توان ۶۱۰ اسب بخار استفاده گردید و در نمونه‌های بعدی موتورهای دیگری به کار برده شد.
برای بهبود عملکرد آن آلمانی‌ها دست به ارتقای موتور هواگرد خود زدند که حاصل آن مدل‌های آر ۶۸ایی با موتور یومو ۲۱۰ب با توان ۶۱۰ اسب بخار، آر ۶۸اف با موتور ب‌ام‌و ۶ با توان ۶۷۵ اسب بخار و آر ۶۸گه با موتور ب‌ام‌و ۶ با توان ۷۵۰ اسب بخار بود. یک مدل آزمایشی نیز با عنوان آر ۶۸ها با موتور شعاعی تقویت‌شده ب‌ام‌و ۱۳۲ خنک‌شونده با هوا و اتاقک تماماً سر بسته طراحی شد.
تولید از همان سال ۱۹۳۴ آغاز شد. مدل اصلی تولید آر ۶۸ایی بود. در مجموع ۵۱۴ فروند از این هواگرد تولید گردید.

## تاریخچه عملیاتی
این هواگرد که می‌توانست در نقش بمب‌افکن سبک و هواگرد شناسایی نیز مورد استفاده قرار گیرد، اواخر تابستان سال ۱۹۳۶ به عنوان آخرین جنگنده دوباله وارد خدمت در لوفت‌وافه شد و در نخستین یگان‌های آن در پروس شرقی مستقر گشت. آر ۶۸ به زودی برای حضور در نبردگاه جنگ داخلی اسپانیا راهی این کشور شد که با وجود عملکرد نسبتاً قابل قبول، در مقابل جنگنده‌های به مراتب برتر همچون جنگنده تک‌باله پر سرعت‌تر پولیکارپوف آی-۱۶ شوروی با ضعف مواجه شد. این هواگرد پیش از جایگزینی با مسرشمیت ب‌اف ۱۰۹، بین سال‌های ۱۹۳۷ و ۱۹۳۸ جنگنده اصلی آلمانی‌ها بود و پس از آن نیز آخرین نمونه‌های آن تا اوایل سال ۱۹۴۰ به عنوان جنگنده شبانه و تا سال ۱۹۴۴ در نقش جنگنده آموزشی به کار برده شد.

## کاربران
آلمان
- لوفت‌وافه

 اسپانیا
- نیروی هوایی اسپانیا

## مشخصات فنی (آر ۶۸اف)

### مشخصات عمومی
- خدمه: ۱ نفر
- طول: ۹٫۵ متر
- طول بال بالا: ۱۱ متر
- طول بال پایین: ۸ متر
- ارتفاع: ۳٫۳ متر
- مساحت بال: ۲۷٫۳ متر مربع
- وزن خالی: ۱۶۰۰ کیلوگرم
- وزن خالص: ۲۰۲۰ کیلوگرم
- ظرفیت سوخت: ۲۰۰ لیتر
- نیرومحرکه: موتورهای مختلف از جمله یک موتور پیستونی وی معکوس ۱۲ سیلندر ب‌ام‌و ۶ خنک شونده با مایع: ۷۲۵ اسب بخار
- ملخ: دو تیغه چوپی با گام متغیر با قطر ۳٫۱ متر

### عملکرد
- حداکثر سرعت: ۳۳۰ کیلومتر بر ساعت در سطح دریا
- سرعت فرود: ۹۷ کیلومتر بر ساعت
- پایاسیر: ۲۸۰ کیلومتر بر ساعت
- برد: ۵۰۰ کیلومتر
- حداکثر ارتفاع: ۷۴۰۰ متر
- سرعت اوج‌گیری: ۱۲٫۶ متر بر ثانیه، ۶۰۰۰ متری در ۱۶ دقیقه

### تسلیحات
- دو مسلسل هماهنگ‌شده ثابت ام‌گه ۱۷ با کالیبر ۷٫۹۲ میلی‌متر: ۵۰۰ فشنگ برای هر مسلسل
- شش بمب ۱۰ کیلوگرمی